# Leuctra rosinae
Leuctra rosinae är en bäcksländeart som beskrevs av Kempny 1900. Leuctra rosinae ingår i släktet Leuctra och familjen smalbäcksländor. Inga underarter finns listade i Catalogue of Life.